# Новоцелинское сельское поселение
Новоцелинское сельское поселение — муниципальное образование в Целинском районе Ростовской области.
Административный центр поселения — посёлок Новая Целина.

## Административное устройство
В состав Новоцелинского сельского поселения входят:
- посёлок Новая Целина;
- посёлок Коренной;
- посёлок Лиманный;
- посёлок Малая Роща;
- посёлок Суховка;
- посёлок Тихий;
- посёлок Холодные Родники.

## Население
| 2010  | 2012  | 2013  | 2014  | 2015  | 2016  | 2017  |
| ----- | ----- | ----- | ----- | ----- | ----- | ----- |
| 3172  | ↘3029 | ↘2986 | ↘2935 | ↘2889 | ↘2862 | ↘2812 |
| 2018  | 2019  | 2020  | 2021  |       |       |       |
| ↘2763 | ↘2731 | ↘2688 | ↘2681 |       |       |       |